# Alfiere olimpico

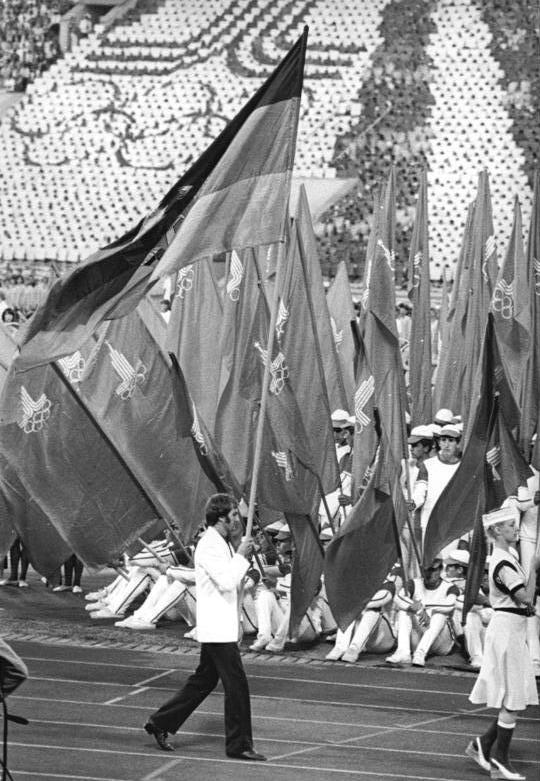
L'atleta tedesco dell'est Waldemar Cierpinski, portabandiera per il suo paese a

L'alfiere olimpico o portabandiera olimpico è l'atleta prescelto da ogni delegazione nazionale per portare la bandiera di quel paese nel corso della sfilata delle nazionali olimpiche durante la Cerimonia di apertura dei Giochi olimpici.

## Portabandiera per l'Italia ai Giochi olimpici estivi
Dal 1908, scherma ed atletica sono gli sport che hanno dato più portabandiera all'Italia (7 volte per ciascuno sport). Il grande schermitore Edoardo Mangiarotti e il marciatore Ugo Frigerio hanno portato due volte la bandiera.
La prima donna portabandiera alle Olimpiadi estive è stata l'atleta Miranda Cicognani nel 1952.
Solo cinque volte l'alfiere italiano è stato una donna prima di Tokyo 2020, anno a partire dal quale i portabandiera sono un uomo e una donna.
| Giochi                 | Portabandiera                      | Sport                       |
| ---------------------- | ---------------------------------- | --------------------------- |
| Atene 1896             | Non si è sfilato                   | Non si è sfilato            |
| Parigi 1900            | Non si è sfilato                   | Non si è sfilato            |
| Saint Louis 1904       | Non si è sfilato                   | Non si è sfilato            |
| Londra 1908            | Pietro Bragaglia                   | Ginnastica                  |
| Stoccolma 1912         | Alberto Braglia                    | Ginnastica                  |
| Anversa 1920           | Nedo Nadi                          | Scherma                     |
| Parigi 1924            | Ugo Frigerio                       | Atletica                    |
| Amsterdam 1928         | Carlo Galimberti                   | Sollevamento Pesi           |
| Los Angeles 1932       | Ugo Frigerio                       | Atletica                    |
| Berlino 1936           | Giulio Gaudini                     | Scherma                     |
| Londra 1948            | Giovanni Rocca                     | Atletica                    |
| Helsinki 1952          | Miranda Cicognani                  | Ginnastica                  |
| Melbourne 1956         | Edoardo Mangiarotti                | Scherma                     |
| Roma 1960              | Edoardo Mangiarotti                | Scherma                     |
| Tokyo 1964             | Giuseppe Delfino                   | Scherma                     |
| Città del Messico 1968 | Raimondo D'Inzeo                   | Equitazione                 |
| Monaco di Baviera 1972 | Abdon Pamich                       | Atletica                    |
| Montréal 1976          | Klaus Dibiasi                      | Tuffi                       |
| Mosca 1980             | Si è sfilato senza bandiera        | Si è sfilato senza bandiera |
| Los Angeles 1984       | Sara Simeoni                       | Atletica                    |
| Seul 1988              | Pietro Mennea                      | Atletica                    |
| Barcellona 1992        | Giuseppe Abbagnale                 | Canottaggio                 |
| Atlanta 1996           | Giovanna Trillini                  | Scherma                     |
| Sydney 2000            | Carlton Myers                      | Basket                      |
| Atene 2004             | Jury Chechi                        | Ginnastica                  |
| Pechino 2008           | Antonio Rossi                      | Canoa                       |
| Londra 2012            | Valentina Vezzali                  | Scherma                     |
| Rio de Janeiro 2016    | Federica Pellegrini                | Nuoto                       |
| Tokyo 2020             | Elia Viviani e Jessica Rossi       | Ciclismo e tiro a volo      |
| Parigi 2024            | Gianmarco Tamberi e Arianna Errigo | Atletica e Scherma          |

## Portabandiera per l'Italia ai Giochi olimpici invernali
Dal 1924, lo sci alpino è stato lo sport che ha dato più portabandiera all'Italia (9 volte). Lo sciatore Gustav Thöni e lo slittinista Paul Hildgartner hanno portato due volte la bandiera.
La prima donna portabandiera alle Olimpiadi invernali è stata la fondista Fides Romanin nel 1952.
Per sette volte l'alfiere italiano è stato una donna.
| Giochi                      | Portabandiera        | Sport                 |
| --------------------------- | -------------------- | --------------------- |
| Chamonix-Mont-Blanc 1924    | Leonardo Bonzi       | Bob                   |
| Sankt Moritz 1928           | Ferdinando Glück     | Sci di fondo          |
| Lake Placid 1932            | Erminio Sertorelli   | Sci di fondo          |
| Garmisch-Partenkirchen 1936 | Adriano Guarnieri    | Sci alpino            |
| Sankt Moritz 1948           | Vittorio Chierroni   | Sci alpino            |
| Oslo 1952                   | Fides Romanin        | Sci di fondo          |
| Cortina d'Ampezzo 1956      | Nilo Zandanel        | Salto con gli sci     |
| Squaw Valley 1960           | Bruno Alberti        | Sci alpino            |
| Innsbruck 1964              | Eugenio Monti        | Bob                   |
| Grenoble 1968               | Clotilde Fasolis     | Sci alpino            |
| Sapporo 1972                | Luciano De Paolis    | Bob                   |
| Innsbruck 1976              | Gustav Thöni         | Sci alpino            |
| Lake Placid 1980            | Gustav Thöni         | Sci alpino            |
| Sarajevo 1984               | Paul Hildgartner     | Slittino              |
| Calgary 1988                | Paul Hildgartner     | Slittino              |
| Albertville 1992            | Alberto Tomba        | Sci alpino            |
| Lillehammer 1994            | Deborah Compagnoni   | Sci alpino            |
| Nagano 1998                 | Gerda Weissensteiner | Slittino              |
| Salt Lake City 2002         | Isolde Kostner       | Sci alpino            |
| Torino 2006                 | Carolina Kostner     | Pattinaggio artistico |
| Vancouver 2010              | Giorgio Di Centa     | Sci di fondo          |
| Soči 2014                   | Armin Zöggeler       | Slittino              |
| Pyeongchang 2018            | Arianna Fontana      | Short track           |
| Pechino 2022                | Michela Moioli       | Snowboard             |

## Portabandiera per gli Stati Uniti
| Giochi                 | Portabandiera                 | Sport                         |
| ---------------------- | ----------------------------- | ----------------------------- |
| Atene 1896             | Non si è sfilato              | Non si è sfilato              |
| Parigi 1900            | Non si è sfilato              | Non si è sfilato              |
| Saint Louis 1904       | Non si è sfilato              | Non si è sfilato              |
| Londra 1908            | Ralph Rose                    | Atletica                      |
| Stoccolma 1912         | George Bonhag                 | Atletica                      |
| Anversa 1920           | Patrick McDonald              | Atletica                      |
| Parigi 1924            | Patrick McDonald              | Atletica                      |
| Amsterdam 1928         | Bud Houser                    | Atletica                      |
| Los Angeles 1932       | Morgan Taylor                 | Atletica                      |
| Berlino 1936           | Al Jochim                     | Ginnastica                    |
| Londra 1948            | Ralph Craig                   | Atletica e Vela               |
| Helsinki 1952          | Norman Armitage               | Scherma                       |
| Melbourne 1956         | Norman Armitage               | Scherma                       |
| Roma 1960              | Rafer Johnson                 | Atletica                      |
| Tokyo 1964             | Parry O'Brien                 | Atletica                      |
| Città del Messico 1968 | Janice Romary                 | Scherma                       |
| Monaco di Baviera 1972 | Olga Fikotova Connolly        | Atletica                      |
| Montréal 1976          | Gary Hall Sr.                 | Nuoto                         |
| Mosca 1980             | gli USA non hanno partecipato | gli USA non hanno partecipato |
| Los Angeles 1984       | Ed Burke                      | Atletica                      |
| Seul 1988              | Evelyn Ashford                | Atletica                      |
| Barcellona 1992        | Francie Larrieu-Smith         | Atletica                      |
| Atlanta 1996           | Bruce Baumgartner             | Lotta                         |
| Sydney 2000            | Cliff Meidl                   | Canoa                         |
| Atene 2004             | Dawn Staley                   | Basket                        |
| Pechino 2008           | Lopez Lomong                  | Atletica                      |
| Londra 2012            | Mariel Zagunis                | Scherma                       |
| Rio de Janeiro 2016    | Michael Phelps                | Nuoto                         |
| Tokyo 2020             | Sue Bird e Eduardo Alvarez    | Basket e Baseball             |
| Parigi 2024            | LeBron James e Coco Gauff     | Basket e Tennis               |

## Portabandiera per la Francia
| Giochi                 | Portabandiera                      | Sport                       |
| ---------------------- | ---------------------------------- | --------------------------- |
| Atene 1896             | Non si è sfilato                   | Non si è sfilato            |
| Parigi 1900            | Non si è sfilato                   | Non si è sfilato            |
| Saint Louis 1904       | Non si è sfilato                   | Non si è sfilato            |
| Londra 1908            | Non si è sfilato                   | Non si è sfilato            |
| Stoccolma 1912         | Raoul Paoli                        | Atletica                    |
| Anversa 1920           | Émile Ecuyer                       | Atletica                    |
| Parigi 1924            | Géo André                          | Atletica                    |
| Amsterdam 1928         | Jean Thorailler                    | Pallanuoto                  |
| Los Angeles 1932       | Jules Noël                         | Atletica                    |
| Berlino 1936           | Jules Noël                         | Atletica                    |
| Londra 1948            | Jean Séphériades                   | Canottaggio                 |
| Helsinki 1952          | Ignace Heinrich                    | Atletica                    |
| Melbourne 1956         | Jean Debuf                         | Sollevamento pesi           |
| Roma 1960              | Christian d'Oriola                 | Scherma                     |
| Tokyo 1964             | Michel Macquet                     | Atletica                    |
| Città del Messico 1968 | Christine Caron                    | Nuoto                       |
| Monaco di Baviera 1972 | Jean-Claude Magnan                 | Scherma                     |
| Montréal 1976          | Daniel Morelon                     | Ciclismo                    |
| Mosca 1980             | Si è sfilato senza bandiera        | Si è sfilato senza bandiera |
| Los Angeles 1984       | Angelo Parisi                      | Judo                        |
| Seul 1988              | Philippe Riboud                    | Scherma                     |
| Barcellona 1992        | Jean-François Lamour               | Scherma                     |
| Atlanta 1996           | Marie-José Pérec                   | Atletica                    |
| Sydney 2000            | David Douillet                     | Judo                        |
| Atene 2004             | Jackson Richardson                 | Pallamano                   |
| Pechino 2008           | Tony Estanguet                     | Canoa                       |
| Londra 2012            | Laura Flessel-Colovic              | Scherma                     |
| Rio de Janeiro 2016    | Teddy Riner                        | Judo                        |
| Tokyo 2020             | Samir Aït Saïd Clarisse Agbegnenou | Ginnastica Judo             |